# Académie de cinéma de Pékin
Pour les articles homonymes, voir BFA.
 (juillet 2012).
Si vous disposez d'ouvrages ou d'articles de référence ou si vous connaissez des sites web de qualité traitant du thème abordé ici, merci de compléter l'article en donnant les références utiles à sa vérifiabilité et en les liant à la section « Notes et références ».
L’Académie de cinéma de Pékin (chinois : 北京电影学院 ; pinyin : běijīng diànyìng xuéyuàn ; souvent mentionnée par le sigle BFA - Beijing Film Academy) est une école de cinéma prestigieuse située dans le district de Haidian à Pékin, en Chine. Elle est aussi dénommée comme université de cinéma de Pékin.

## Histoire
L'académie de cinéma de Pékin a été fondée en mai 1950 sous le nom Performance Art Institution of the Film Bureau of the Ministry of Culture. En juillet 1951, elle sera renommée Film School of the Film Bureau of the Ministry of Culture, en mars 1953 Beijing Film School et finalement obtient son nom actuel le 1er juin 1956.
Généralement, tous les ans environ 100000 étudiants postulent mais uniquement 400 à 500 son sélectionnés, les critères de sélection étant très stricts.
À noter que depuis sa création, pour les trois prix les plus prestigieux du cinéma mondial que sont la Palme d'or du Festival de Cannes, le Lion d'or de la Mostra de Venise et l'Ours d'or de la Berlinale, les anciens élèves de la BFA ont reçu le plus grand nombre de prix cumulés au monde, ex æquo avec la française La Fémis : 2 Lions d'or, 3 Ours d'or, 1 Palme d'or.

## Élèves célèbres

### Cinéastes de la quatrième génération
- Wu Tianming - Le Roi des masques
- Wu Yigong
- Zhang Nuanxin
- Teng Wenji

### Cinéastes de la cinquième génération
- Zhang Yimou - Épouses et concubines, Vivre !, Shanghai Triad, Happy Times, Hero, Le Secret des poignards volants
- Chen Kaige - Adieu ma concubine, L'Empereur et l'Assassin
- Tian Zhuangzhuang - The Blue Kite
- Zhou Xiaowen - Desperation
- He Qun
- Li Shaohong
- Sun Zhou
- Wu Ziniu
- Hu Mei

### Cinéastes de la sixième génération
- Wang Xiaoshuai - Beijing Bicycle, Drifters, Shanghai Dreams
- Jia Zhangke - Xiao Wu, artisan pickpocket, Plaisirs inconnus, The World, Still Life
- Lou Ye - Suzhou River
- Zhang Yuan - East Palace West Palace
- Jiang Wen - Les Démons à ma porte
- Lu Yue - M. Zhao
- Wang Chao - L'Orphelin d'Anyang, Jour et nuit, Voiture de luxe
- Lu Xuechang
- Guan Hu
- Li Xin
- Lu Chuan - Kekexili, la patrouille sauvage
- He Jianjun
- Zhang Ming

### Cinéaste de la première génération tibétaine
- Pema Tseden[1]

### Derniers diplômés
- Chen Kun - acteur
- Dayyan Eng - Waiting Alone, Bus 44
- Huang Xiaoming - acteur, Return of the Condor Heroes
- Jiang Qinqin - actrice, The Legend of the Condor Heroes
- Liu Yifei - actrice et chanteuse, Demi-Gods and Semi-Devils, The Return of the Condor Heroes
- Xu Jinglei - actrice et réalisatrice
- Zhao Wei - actrice et chanteuse